# أوسكار ماركس
أوسكار ماركس (بالإنجليزية: Oscar Marx) هو سياسي أمريكي، ولد في 14 يوليو 1866 في ديترويت في الولايات المتحدة، وتوفي بنفس المكان في 23 نوفمبر 1923. حزبياً، نشط في الحزب الجمهوري.